# Imago
Imago (latinsko: »slika«) je v biologiji izraz za zadnji stadij v razvoju žuželke, ki nastopi po preobrazbi. V tem stadiju žuželka doseže spolno zrelost, krilatim žuželkam pa se takrat razvijejo tudi krila. V vsakdanjem govoru pravimo žuželki v tem stadiju kar »odrasla«.